# 寒武紀海崖
寒武紀海崖（英語：Cambrian Bluff），是南極洲的海崖，位於沙克爾頓海岸，處於霍利約克山脈南端，由新西蘭探險隊命名，現時由南極條約體系管理。